# Elektronički papir
Elektronički papir, koji se još naziva i e-papir, zaslonska je tehnologija dizajnirana da oponaša izgled obične tinte i papira. Za razliku od konvencionalnih ravnih zaslona, koji koriste pozadinsko osvjetljenje da bi osvijetlili piksele, elektronički papir reflektira svjetlo kao obični papir.
Za izradu e-papira postoji nekoliko različitih tehnologija. Neki upotrebljavaju plastične podloge i elektroniku tako da zaslon bude fleksibilan. E-papir se smatra ugodnijim za čitanje od konvencionalnih zaslona zbog stabilne slike koja se ne treba konstantno osvježavati, šireg kuta gledanja i činjenice da koristi odraženu ambijentalnu svjetlost. Lagan je i izdržljiv, ali mu još manjka dobra reprodukcija boje. Omjer kontrasta u uređajima 2008. mogao bi se opisati kao nešto slično prljavim novinama, iako su novije razvijene implementacije nešto bolje.
Primjena e-papira uključuje čitače e-knjiga, sposobne da prikazuju digitalne inačice knjiga i e-časopisa, elektronske etikete cijena u trgovinama maloprodaje, vremenske tablice na autobusnim stajalištima, elektroničke reklamne panoe i mobilne uređaje.
Elektronički papir ne bi trebao biti poistovjećen s digitalnim papirom, koji je podloga za stvaranje ručno pisanih digitalnih dokumenata digitalnom olovkom.

## Tehnologija

### Gyricon
Elektronički papir je razvijen 1970-ih. Razvio ga je Nick Sheridon, fizičar iz
Xerox-ovog Istraživačkog centra u Palo Altu (PARC - Palo Alto Research Center), i nazvao ga Gyricon. Bio je izrađen od sfera polietilena, širokih između 75 i 106 mikrometara. Svaka sfera je sačinjena od negativno nabijene crne plastike na jednoj strani i pozitivno nabijene bijele plastike na drugoj strani. Sfere su smještene na transparentni silikonski list, a svaka sfera u mjehurić ulja tako da se može slobodno rotirati. Napon primijenjen na svaki par elektroda utvrđuje je li bijela ili crna strana okrenuta prema gore dajući pikselima bijeli ili crni izgled, ovisno o polaritetu. Prilikom istraživanja Sheridon je naišao na dva veća problema: nije uspio proizvesti zrnca tako da na površini budu potpuno jednolika, a elektroničke pozadine dostupne u ono
vrijeme bile su skupe i nesavitljive, što nije bilo blisko odlikama papira. Ti su problemi usporili razvoj elektroničke tinte i papira sve do sredine 1990-ih, kada je Joseph Jacobs
iz MIT-ovog Medijskog laboratorija našao rješenje za jednolikost čestica. Godine 1997. osnovao je tvrtku E Ink koja je nastavila razvijati tehnologiju elektroničke tinte i papira.

### Elektroforeza
Elektroforeza je pojava kretanja čestica prema katodi ili prema anodi, koja se javlja kada se propusti istosmjerna struja kroz neku sol ili drugu emulziju. Elektroforetički zaslon je oblik prikaza koji oblikuje vidljive slike tako da raspoređuje nabijene čestice pigmenta upotrebljavajući primijenjeno električko polje.
Čestice titanijevog dioksida raspršene su približno jedan mikrometar u promjeru u ulju ugljikovodika. Tamno obojeni pigment također je dodan u ulje, zajedno s tekućim kristalima i sredstvima ili tvarima za naboj koje uzrokuju električni naboj čestica. Ova mješavina je smještena između dvije paralelne, provodljive ploče razmaknute od 10 do 100 mikrometara. Nakon što je napon primijenjen na ploče, čestice će elektroforetički migrirati na onu ploču koja nosi suprotan naboj od onog na česticama. Kada se čestice nalaze na prednjoj strani zaslona, izgledaju bijelo jer je svjetlost raspršena nazad na gledatelja pod visokim indeksom čestica titanija. Kada se čestice nalaze na stražnjem dijelu zaslona, izgledaju crno jer je ulazno svjetlo apsorbirano obojenim pigmentom. Ako je stražnja elektroda podijeljena u niz malih elemenata slike (piksela), onda se slika može formirati primjenom odgovarajućeg napona na svaki dio zaslona da bi se stvorio model reflektirajućih i apsorbirajućih regija.
Elektroforetički zasloni ili prikazi smatraju se primarnim primjerima u kategoriji elektroničkog papira, upravo zbog njihove sličnosti s pravim papirom te niske potrošnje energije.

#### Mikroenkapsulirani elektroforetički zaslon
U 1990-ima izumljena je druga vrsta elektroničkog papira. Izumio ju je Joseph Jacobson, koji je osnovao tvrtku E Ink Corporation te formirao partnerstvo s tvrtkom Philips Components dvije godine kasnije, da bi razvio i stavio tehnologiju na tržište. Godine 2005., Philips je prodao posao elektroničkog papira kao i povezane patente Prime View Interantionalu.
Tehnologija koristi mikrokapsule ispunjene električki nabijenim bijelim česticama smještenima u obojeno ulje. U ranijim inačicama, osnovni strujni krugovi su kontrolirali jesu li čestice bile na vrhu kapsule (i izgledale bijelo gledatelju) ili su bile na dnu kapsule (tada gledatelj vidi boju ulja). U suštini, ovo je bio samo ponovni uvod već poznate elektroforetičke tehnologije, ali upotrebom mikrokapsula zasloni više nisu morali koristiti staklo, već su mogli koristiti i fleksibilne plastične listove.
Jedna ranija vrsta elektroničkog papira sastojala se od lista vrlo malih transparentnih kapsula, svaka oko 40 mikrometara u promjeru. Svaka je kapsula sadržavala uljastu otopinu s crnim pigmentom (elektronička tinta) s bijelim česticama titanijevog dioksida smještenima iznutra. Čestice su malo negativno nabijene i svaka je prirodno bijela.
Mikrokapsule se nalaze u sloju tekućeg polimera, između dvije mreže elektroda, dok je gornja transparentna. Mreže elektroda su poravnate tako da je list podijeljen na piksele, a svaki piksel odgovara paru elektroda smještenima na listu. List je zbog zaštite laminiran s transparentnom plastikom, ukupne debljine od 80 mikrometara, duplo više od običnog papira.
Mreža elektroda spojena je na strujni krug zaslona, koji okreće elektroničku tintu 'on' ili 'off' na određeni piksel, primjenjujući naboj na određeni par elektroda. Primjenjujući negativni naboj na površinu, elektrode potiskuju čestice na dno kapsule, tjerajući crni pigment na površinu i dajući pikselu crni izgled. Pozitivni naboj ima suprotni efekt - čestice se odmiču od površine i time daju pikselu bijeli izgled. Najnovija inkarnacija ovog koncepta zahtijeva samo jedan sloj elektroda ispod mikrokapsula.

### Elektrovlaženje
Tehnologija elektrovlaženja temelji se na zatvorenom sučelju, u kojem se nalazi voda i ulje, na koje je primijenjen naboj. Kada naboj nije primijenjen, obojeno ulje formira plosnatu, tanku presvlaku, sloj između vode i hidrofobnog (vodootpornog), izolacijskog premaza elektrode što rezultira obojenim pikselom.
Kada je naboj primijenjen između elektrode i vode, napetost između vode i premaza se mijenja. Kao rezultat toga, stanje mase nije više stabilno i voda pomiče ulje u stranu. Ovo rezultira djelomično prozirnim pikselom ili, u slučaju ako je upotrijebljena reflektirajuća bijela površina, bijelim pikselom.
Zasloni temeljeni na ovoj tehnologiji imaju nekoliko atraktivnih obilježja. Prebacivanje između bijelih i obojenih elemenata je dovoljno brzo za prikaz video-sadržaja, tehnologija je niskoenergetska i koristi niski napon. Svojstvo odbijanja (refleksivnost) i kontrast bolji su ili u najmanju ruku jednaki ostalim tipovima reflektirajućih zaslona.
Osim toga, ova tehnologija nudi jedinstven put prema visoko osvijetljenim zaslonima, koji su i do četiri puta svjetliji od LCD zaslona te duplo svjetliji od drugih nadolazećih tehnologija.

## Nedostatci
Tehnologija elektroničkog papira ima jako nisku stopu osvježavanja (refresh rate) u usporedbi s LCD tehnologijom. To sprječava proizvođače u primjeni sofisticiranih interaktivnih aplikacija koje se koriste kod ručnih računala.
Upravo to ima veliki utjecaj na mogućnost e-papira da prikaže zumirane inačice velikih tekstova ili slika na malom zaslonu.
Trenutni životni vijek elektroničkog papira je 10.000 do 30.000 sati, dok je životni vijek PC monitora oko 100.000 sati. Da bi bio konkurentan, životni vijek elektroničkog papira mora se popraviti.

## Primjena
Nekoliko tvrtki istovremeno razvija elektronički papir i tintu. Iako tehnologije koje koriste omogućavaju mnogo sličnih mogućnosti, svaka ima posebne tehnološke prednosti. Međutim, svaka se tehnologija u izradi elektroničkog papira susreće sa sljedećim izazovima:
- metodom enkapsulacije (omatanje)
- tintom ili nekim drugim aktivnim materijalom za ispunjenje enkapsulacije
- elektronikom za aktiviranje tinte

Elektronička tinta može biti primijenjena i na fleksibilne i na krute materijale. U slučaju fleksibilnih zaslona, osnova zahtijeva tanke, fleksibilne materijale dovoljno čvrste da izdrže korištenje, kao što je ekstremno tanka plastika. Metoda kako je tinta enkapsulirana i primijenjena na podlogu je ono što razlikuje tehnologiju jedne tvrtke od druge. Ti su procesi jako složeni i čuvani kao tajne. Proizvodnja elektroničkog papira obećava manje kompliciranu i jeftiniju proizvodnju od LCD tehnologije.
Prednosti elektroničkog papira uključuju nisku potrebu za energijom, fleksibilnost i bolju čitljivost od drugih zaslona. Elektronička tinta može biti ispisana na bilo kojoj površini, uključujući i zidove, reklamne panoe, naljepnice proizvoda, majice... Fleksibilnost tinte omogućava i razvoj zaslona koji bi se mogli smotati. Idealan proizvod elektroničkog papira je čitač digitalnih knjiga, koje se mogu čitati kao da su napravljene od običnog papira, a koji je programiran da skine i prikaže tekst bilo koje knjige.
Još jedna moguća distribucija elektronička je verzija dnevnih novina.

### Edukacija: digitalni školski udžbenici
U siječnju 2007., nizozemski specijalist za e-papir (edupaper.nl) počeo je projekt u srednjoj školi Maastrich, koristeći e-papir kao digitalne školske udžbenike da bi smanjio cijenu i teret knjiga koje učenici moraju nositi.

### E-knjiga
U rujnu 2006. Sony je objavio PRS-500 Sony Reader, čitač e-knjiga. Dana 2. listopada najavio je PRS-505, poboljšanu inačicu Readera. U studenom 2007. na tržište je izbacio PRS-700BC, koji je u sebi imao ugrađeno pozadinsko osvjetljenje i zaslon na dodir.
U studenom 2006., iRex iLiad bio je spreman za potrošačko tržište. Potrošači su mogli čitati knjige u PDF i HTML formatu, a od lipnja 2007. i u Mobipocket PRC formatu. Cijena je bila problem, no dolaskom konkurencije, čitača Cybook, cijene su se smanjile za gotovo 50% posto.
Pri kraju 2007. Amazon je počeo proizvoditi i prodavati Amazon Kindle, e-knjigu sa zaslonom od e-papira. U veljači 2009. Amazon je pustio na tržište Kindle 2.

### Novine
U veljači 2006., flamanske dnevne novine De Tijd distribuirale su elektronsku verziju novina upotrebljavajući iRex iLiad. Ovo je bila prva zabilježena primjena elektroničke tinte u novinskim publikacijama.
U rujnu 2007. francuske dnevne novine Les Echos službeno su najavile pokretanje elektroničke verzije novina na bazi pretplate.
Od siječnja 2008., nizozemske dnevne novine NRC Handelsblad distribuiraju se za iRex iLiad čitač.

### Digitalni foto okviri
U budućnosti, kada e-papir postane još sofisticiraniji u prikazivanju visoko kvalitetnih boja, može se očekivati da će se tehnologija e-papira ugrađivati i u digitalne foto okvire. Postojeći digitalni okviri neprekidno crpe energiju i imaju ograničen kut gledanja, a fizički su inferiorniji u odnosu na statične konvencionalne slike. Digitalni foto okvir koji bi koristio tehnologiju e-papira uklonio bi sve te nedostatke. Dobro dizajnirani digitalni okvir s tehnologijom e-papira mogao bi se pokretati baterijom mjesecima ili čak godinama.

### Mobilni telefoni
Zaslon Motorole FONE F3 koristi e-papir umjesto LCD-a.

### Ostale primjene
- Citizen Watch Co., Ltd. proizveo je prvi savitljivi sat.

- Seiko Epson Corporation i Seiko Watch Corporation predstavili su prvi sat sa zaslonom temeljenim na elektroničkoj tinti.

- Ambient Devices-ov Weather Wizard kontinuirano, u realnom vremenu, prikazuje vremensku prognozu za idućih pet dana, koju emitira Ambient-ova nacionalna bežična mreža.

- Lexar Media, Inc., vodeći proizvodač digitalnih medija planira ugraditi pokazatelj popunjenosti memorije na svoj novi USB flash drive popularno nazvan JumpDrive Mercury.

- E Ink Corporation je u suradnji s Toppan Printing Co., LTD. predstavio prototip elektroničkog papira u boji.

## Vanjske poveznice
- Epaper Central  Arhivirana inačica izvorne stranice od 6. siječnja 2010. (Wayback Machine) (engl.)